# 타감 작용
타감 작용(他感作用) 또는 알렐로파시(allelopathy) 또는 상호대립억제작용물질은 한 생물이 다른 생물들의 성장, 생존, 생식에 영향을 주는 하나 이상의 생화학물을 만들어내는 생물학적 현상이다. 이러한 생화학 물질들은 상호대립억제작용물질(타감 물질, allelochemicals)이라 하며 대상이 되는 생물에 이득이 될 수도 (긍정적 타감 작용), 유해가 될 수도 (부정적 타감 작용) 있다. 타감 물질은 이차 대사 산물의 하부 집합으로서, 타감 작용 생물의 물질 대사(성장, 발달, 번식 등)에 필수적인 것은 아니다. 부정적인 타감 작용을 일으키는 타감 물질들은 초식 동물로부터 식물이 자신을 방어하는 중요한 부분이 되기도 한다.

## 타감작용물질
서로 다른 개체가 영향을 받는 타감작용(他感作用)은 식물계의 종 사이에서 흔히 볼 수 있는데, 가까이에 있는 식물체에서 나오는 이산화 탄소, 에틸렌과 같은 휘발성 물질의 영향을 받는 것 따위를 이른다. 이러한 타감작용물질(他感作用物質,상호대립억제작용물질, allelochemicals)은 생물체가 자신을 보호하거나 다른 생물체에 어떤 영향을 끼치기 위하여 배출하는 화학 물질로 에틸렌, 피톤치드(Phytoncide) 따위가 있다.

## 같이 보기
- 피토케미컬

## 참조
1. 1 2  Stamp, Nancy (2003년 3월). “Out of the quagmire of plant defense hypotheses”. 《The Quarterly Review of Biology》 78 (1): 23–55. doi:10.1086/367580. PMID 12661508.
2. ↑  Fraenkel, Gottfried S. (1959년 5월). “The raison d'Etre of secondary plant substances”. 《Science》 129 (3361): 1466–1470. doi:10.1126/science.129.3361.1466. PMID 13658975.
3. ↑  우리말샘